# Villa Lusi Andreuzzi Bon
Villa Lusi Andreuzzi Bon è una villa veneta situata a Dolo.

## Descrizione
Villa Lusi Andreuzzi Bon si presenta con un aspetto imponente, affacciata lungo una riva della Brenta Vecchia in una posizione centralissima prospiciente il Duomo di Dolo.
La costruzione in stile neoclassico è databile verso la metà del XVII secolo. 
La facciata della villa è ripartita in tre sezioni dove quella centrale è di maggior risalto con quattro paraste di ordine ionico gigante che suddividono le aperture centrali e sorreggono un timpano triangolare sormontato da tre grandi vasi acroteriali, affiancato da eleganti camini alla veneziana di sagoma a tronco conico rovesciato che svettano verso l'alto. 
L'edificio è organizzato su due livelli dove le aperture del primo piano sono ad arco mentre al secondo piano sono archi-travate e tutte incorniciate da profili in pietra d'Istria, rigorosamente simmetriche rispetto all'asse centrale.
Senza sporgere dalla superficie frontale, dei balaustrini decorano il secondo piano creando una discontinuità visiva del prospetto.
Un terzo livello sottostante agli altri due e poco visibile dall'esterno ospitava i locali di servizio.
L'ingresso alla villa è servito da una scalinata a rampe contrapposte, mentre sotto il tetto una fascia dentellata corre attorno al perimetro dell'edificio.
La parte posteriore si rivolge verso il quartiere dell'isola bassa, storicamente la zona più densamente abitata di Dolo, impedendo così l'espansione della proprietà ad eventuali attività rurali come invece era consuetudine per le altre ville della Riviera del Brenta, dove le famiglie aristocratiche trascorrevano l'estate interessandosi contemporaneamente anche alla gestione agricola dei campi, al fine di accumulare la maggior quantità di scorte alimentari da trasportare a Venezia per affrontare l'inverno.
A questa mancanza dovuta alla localizzazione piuttosto urbanizzata del palazzo, i costruttori hanno sopperito creando un decoro architettonico più 
consono ad un contesto cittadino rispetto alle altre ville di campagna, tant'è che in un documento del 1661, Andrea Lusi descrive la sua proprietà come una semplice abitazione con poco orto e corredata solo da una stalla per il ricovero dei cavalli.